# 西利亞哈薩山 (奇保區)
14°23′54″S 73°37′39″W / 14.39833°S 73.62750°W
西利亞哈薩山（Silla Q'asa），是秘魯的山峰，位於該國中南部阿亞庫喬大區，由盧卡納斯省的奇保區負責管轄，屬於安地斯山脈的一部分，海拔高度4,600米。